# Zweedse ijshockeyploeg (mannen)

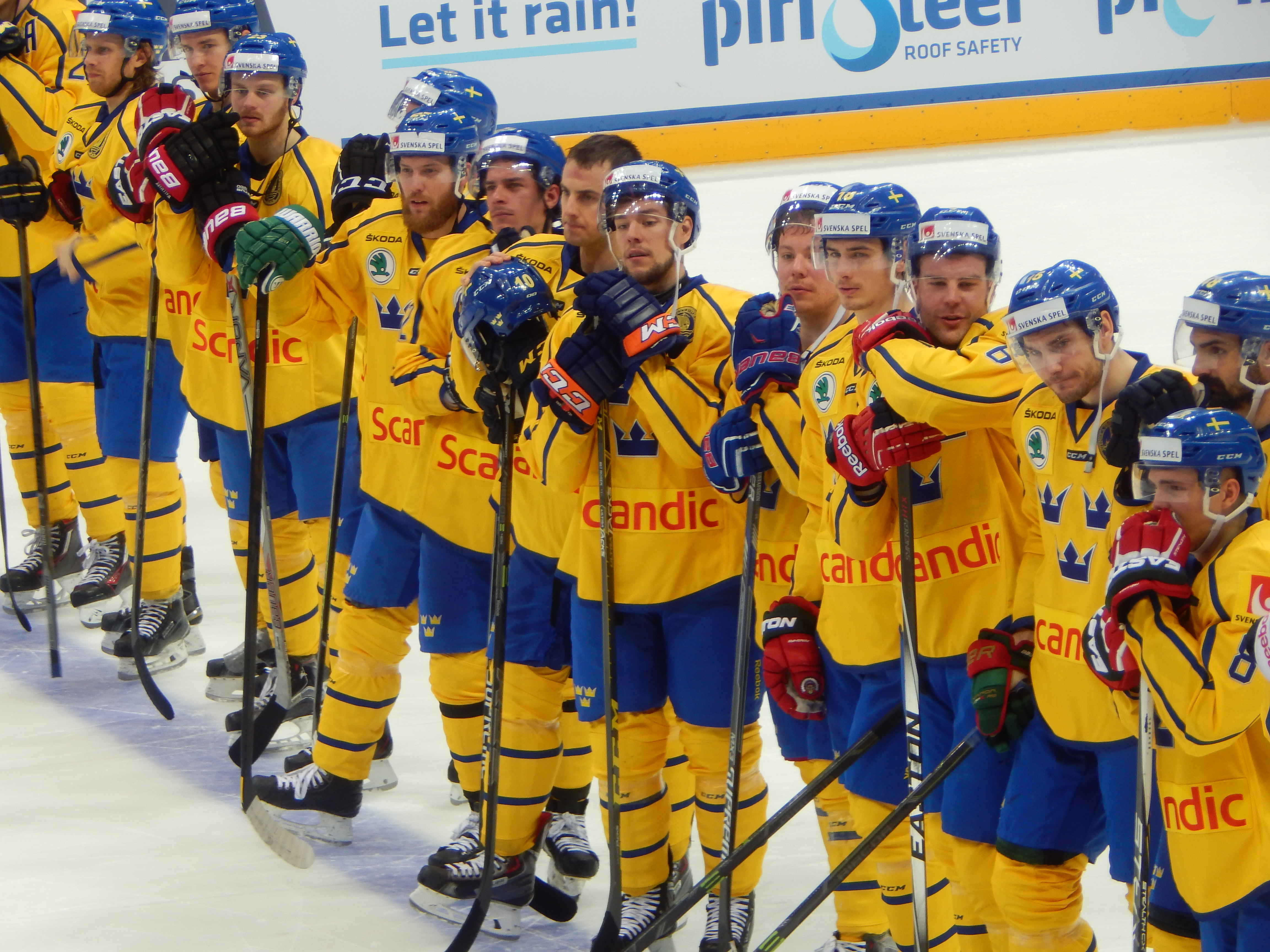
De Zweedse ijshockeyploeg in 2015

De Zweedse ijshockeyploeg (bijgenaamd Tre Kronor ofwel Drie Kronen in het Zweeds) is een team van ijshockeyers dat Zweden vertegenwoordigt bij internationale wedstrijden.
Het team maakt deel uit van de Zweedse ijshockeybond en wordt beschouwd als een van de ' Big Six ' van het internationale ijshockey, naast de Verenigde Staten, Canada, Rusland, Finland en Tsjechië.
Zweden won het wereldkampioenschap ijshockey in 1953, 1957, 1962, 1987, 1991, 1992, 1998, 2006, 2013, 2017 en 2018.
Op de Olympische Winterspelen won Zweden goud in 1994 en 2006, zilver in 1928, 1964 en 2014 en brons in 1952, 1980, 1984 en 1988.
1920:  Canada · 
1924:  Canada · 
1928:  Canada · 
1932:  Canada · 
1936:  Groot-Brittannië · 
1948:  Canada · 
1952:  Canada · 
1956:  Sovjet-Unie · 
1960:  Verenigde Staten · 
1964:  Sovjet-Unie · 
1968:  Sovjet-Unie · 
1972:  Sovjet-Unie · 
1976:  Sovjet-Unie · 
1980:  Verenigde Staten · 
1984:  Sovjet-Unie · 
1988:  Sovjet-Unie · 
1992:  GOS · 
1994:  Zweden · 
1998:  Tsjechië · 
2002:  Canada · 
2006:  Zweden · 
2010:  Canada · 
2014:  Canada · 
2018:  Olympische atleten uit Rusland · 
2022:  Finland
1920:  Canada · 
1924:  Canada · 
1928:  Canada · 
1930:  Canada · 
1931:  Canada · 
1932:  Canada · 
1933:  Verenigde Staten · 
1934:  Canada · 
1935:  Canada · 
1936:  Groot-Brittannië · 
1937:  Canada · 
1938:  Canada · 
1939:  Canada · 
1947:  Tsjecho-Slowakije · 
1948:  Canada · 
1949:  Tsjecho-Slowakije · 
1950:  Canada · 
1951:  Canada · 
1952:  Canada · 
1953:  Canada · 
1954:  Sovjet-Unie · 
1955:  Canada · 
1956:  Sovjet-Unie · 
1957:  Zweden · 
1958:  Canada · 
1959:  Canada · 
1960:  Verenigde Staten · 
1961:  Canada · 
1962:  Zweden · 
1963:  Sovjet-Unie · 
1964:  Sovjet-Unie · 
1965:  Sovjet-Unie · 
1966:  Sovjet-Unie · 
1967:  Sovjet-Unie · 
1968:  Sovjet-Unie · 
1969:  Sovjet-Unie · 
1970:  Sovjet-Unie · 
1971:  Sovjet-Unie · 
1972:  Tsjecho-Slowakije · 
1973:  Sovjet-Unie · 
1974:  Sovjet-Unie · 
1975:  Sovjet-Unie · 
1976:  Tsjecho-Slowakije · 
1977:  Tsjecho-Slowakije · 
1978:  Sovjet-Unie · 
1979:  Sovjet-Unie · 
1981:  Sovjet-Unie · 
1982:  Sovjet-Unie · 
1983:  Sovjet-Unie · 
1985:  Tsjecho-Slowakije · 
1986:  Sovjet-Unie · 
1987:  Zweden · 
1989:  Sovjet-Unie · 
1990:  Sovjet-Unie · 
1991:  Zweden · 
1992:  Zweden · 
1993:  Rusland · 
1994:  Canada · 
1995:  Finland · 
1996:  Tsjechië · 
1997:  Canada · 
1998:  Zweden · 
1999:  Tsjechië · 
2000:  Tsjechië · 
2001:  Tsjechië · 
2002:  Slowakije · 
2003:  Canada · 
2004:  Canada · 
2005:  Tsjechië · 
2006:  Zweden · 
2007:  Canada · 
2008:  Rusland · 
2009:  Rusland · 
2010:  Tsjechië · 
2011:  Finland · 
2012:  Rusland · 
2013:  Zweden · 
2014:  Rusland · 
2015:  Canada · 
2016:  Canada · 
2017:  Zweden ·
2018:  Zweden ·
2019:  Finland · 
2021:  Canada · 
2022:  Finland · 
2023:  Canada